# Ana Redondo
Ana María del Carmen Redondo García (Valladolid, 16 luglio 1966) è una giurista e politica spagnola, Ministro dell'uguaglianza dal 21 novembre 2023 nel terzo governo Sánchez.

## Biografia
Nata il 16 luglio 1966 a Valladolid, nella Castiglia e León, ha studiato presso il Colegio Jesús y María, laureandosi in diritto e poi conseguendo un dottorato di ricerca in diritto costituzionale presso l'Università di Valladolid. Successivamente ha iniziato ad insegnare presso la stessa università.
La sua carriera politica è iniziata nel 2000 come segretaria della formazione del Partito Socialista Operaio Spagnolo (PSOE) di Valladolid, carica che ha ricoperto fino al 2003. Successivamente è stata eletta alle Corti di Castiglia e León nel 2007, rimanendo in carica fino al 2015, ed è poi stata assessora del comune di Valladolid nella giunta di Óscar Puente con deleghe a cultura e turismo.
Il 20 novembre 2023 è stato annunciato che avrebbe ricoperto la carica di Ministro dell'uguaglianza nel terzo governo Sánchez, giurando di fronte al re Filippo VI il giorno seguente.